# Knotbaggar
Knotbaggar (Trogidae) är en familj i ordningen skalbaggar med omkring 300 arter över hela världen.

## Kännetecken
Dessa skalbaggar är 2,5 till 20 millimeter lång, Kroppen är långsträckt och oval med en stark böjd ovansida. Färgen är brun, grå eller svart och det finns små knölar på vingtäcken. Ofta är de gömda under ett pansar av lera och sekret. Huvudet är litet och antennerna består av tio segment.

## Levnadssätt
Larver och vuxna individer livnär sig av as och äter ofta dessa ämnen som andra insekter inte kan omsätta. De äter inte bara mjuka delar av döda djur utan även fjädrar, päls, hud och uttorkade rester.
Knotbaggar vistas ofta på exkrementer och kadaver men även i bon av fåglar och däggdjur. De är sällan hotad av naturliga fiender på grund av deras vistelse i illa luktande områden. Dessutom spelar de död när de känner sig hotade.

## Systematik
Familjen knotbaggar består av cirka 300 arter fördelade på tre släkten. I Europa förekommer två släkten med 28 arter eller underarter. Djurgruppen taxonomi är inte helt klarlagd. Ibland räknas knotbaggar som underfamilj i familjen bladhorningar.
Följande lista förtecknar alla europeiska arter:

### SläkteOmorgus
- Omorgus subcarinatus (MacLeay, 1864)
- Omorgus suberosus (Fabricius, 1775)

### SläkteTrox
- Trox cadaverinus cadaverinus Illiger, 1801
- Trox cadaverinus Illiger, 1801
- Trox cotodognanensis Compte, 1986
- Trox cribrum clathratus Reiche, 1861
- Trox cribrum cribrum Gené, 1836
- Trox cribrum Gené, 1836
- Trox cricetulus Ádám, 1994
- Trox eversmanni Krynicky, 1832
- Trox fabricii Reiche, 1853
- Trox granulipennis Fairmaire, 1852
- Trox hispidus Pontoppidan, 1763
- Trox klapperichi Pittino, 1983
- Trox leonardii Pittino, 1983
- Trox litoralis Pittino, 1991
- Trox martini Reitter, 1892
- Trox morticinii Pallas, 1781
- Trox niger Rossi, 1792
- Trox nodulosus Harold, 1872
- Trox perlatus hispanicus Harold, 1872
- Trox perlatus perlatus Goeze, 1777
- Trox perlatus Goeze, 1777
- Trox perrisii Fairmaire, 1868
- Trox sabulosus (Linnaeus, 1758)
- Trox scaber (Linnaeus, 1767)
- Trox sordidatus Balthasar, 1936
- Trox transversus Reiche, 1856